# Janet Taylor
Janet Taylor (13 de maig de 1804 - 25 de gener de 1870), nascuda Jane Ann Ionn, va ser una astrònoma i experta en navegació anglesa. En el transcurs d'una vida activa i molt exitosa, Taylor va publicar diverses obres d'astronomia i navegació, va fundar una acadèmia per a l'ensenyament d'aquestes matèries i va dirigir un magatzem centrat en la distribució, producció i repartació d'instruments nàutics. La seva família tenia molta anomenada i era recomanada per la Companyia Britànica de les Índies Orientals, la Trinity House, i l'Almirallat. En reconeixement de la seva obra, va ser premiada amb medalles per part dels reis de Prússia i dels Països Baixos, mentre que el seu mètode per a calcular la latitud i l'altitud va ser descrit com a "enginyós".
Taylor va ser una de les poques dones que va treballar com a fabricant d'instruments científics a Londres durant el segle xix. El seu "Mariner's Calculator" ('calculador mariner'), patentat el 1834, va ser rebutjat per l'Almirallat. No obstant això, se li va concedir una pensió el 1860 "en consideració als seus treballs benevolents entre la població marinera de Londres".

## Obra
- Lunar Tables for Calculating Distances.[5]